# John Dollond
Pour les articles homonymes, voir Dollond.
John Dollond (10 juin 1706 - 30 novembre 1761) est un ingénieur-opticien britannique.

## Biographie

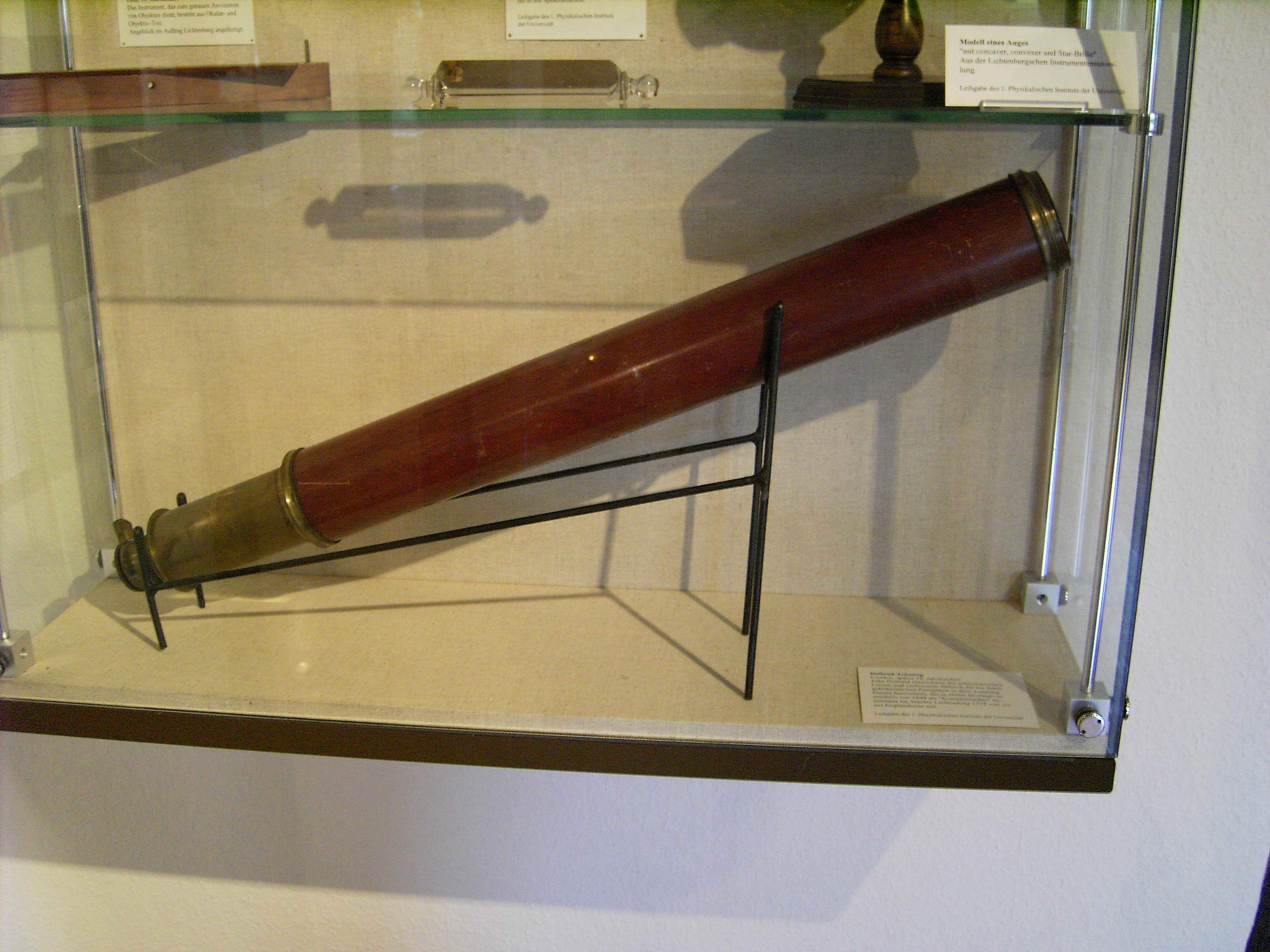
Télescope Dollond exposé à Göttingen, Allemagne

Dollond est le fils d'un réfugié français huguenot, un fabricant de soie de Spitalfields, Londres ou il naît en 1706. Il poursuit le commerce de son père mais dans le même temps acquiert des connaissances en latin, grec, mathématiques, physique, anatomie entre autres. En 1752 il abandonne le commerce de la soie et se joint à son fils aîné, Peter Dollond (1730-1820) qui, en 1750, commence à fabriquer des instruments d'optique.
En 1747 alors qu'il est encore un opticien amateur, il lit une critique de Leonhard Euler selon laquelle l'aberration chromatique pourrait être corrigée. Dollond de son côté, à partir des travaux de Newton sur ce sujet, considère que c'est impossible. Toutefois après avoir reçu le résumé d'un mémoire de Samuel Klingenstierna, un mathématicien et astronome suédois, il doute de la précision des expériences de Newton. Klingenstierna démontre, à partir de considérations purement géométriques, que les résultats de Newton contredisent d'autres faits universellement acceptés sur la réfraction. Dollond effectue lui-même une série d'expériences et accepte que l'aberration chromatique peut être corrigée. En 1758 il publie An account of some experiments concerning the different refrangibility of light décrivant ses expériences et le cheminement de la mise au point de lentilles achromatiques par la combinaison de lentilles concaves et convexes. On crédite souvent Dollond, à tort, pour l'invention des lentilles achromatiques. Toutefois, avant lui, Chester Moore Hall, un homme de loi, opticien amateur, a aussi résolu le problème. Hall décide de garder le secret sur son invention et fait fabriquer les deux lentilles nécessaires, une en verre flint et une en verre crown par deux opticiens différents. Par un singulier hasard, ces opticiens sous-traitent le travail au même fabricant George Bass. Bass comprend l'intérêt de cette technique mais lui non plus ne prend pas de brevet sur l'invention. Dans les années 1750 Dollond rencontre Bass qui lui raconte l'histoire, Dollond crée sa propre version des lentilles et les brevette. On peut considérer que Dollond a popularisé les lentilles achromatiques plutôt qu'il ne les a inventées.
Dollond a aussi écrit deux articles sur les améliorations qu'il apporte à l'héliomètre, un appareil pour mesurer le diamètre apparent du soleil et des planètes.
Dollond obtient la médaille Copley en 1758 pour son mémoire sur la correction de l'aberration chromatique. Trois ans plus tard il est élu membre de la Royal Society.
Il meurt le 30 novembre 1761 après une attaque d'apoplexie. Son nom perdure dans celui de la société Dollond & Aitchison spécialisée de nos jours dans l'optique médicale : lunettes, verres de contact etc.

## Publications (sélection)
- « An account of some experiments concerning the different refrangibility of light », dans Phil. Trans., vol. 50, 1759, p. 733

## Source
(en) « John Dollond », dans Encyclopædia Britannica , 1911 (lire sur Wikisource).